# Assaad Bouab
Assaad Bouab (Aurillac, 31 juli 1980) is een Frans acteur. Hij speelde in diverse voorstellingen, films en series, waaronder The Bay of Silence, Dix pour cent en Peaky Blinders.

## Theater
- 1997: The Italian Straw Hat, als Eugène Marin Labiche
- 1998: Zadig, als Voltaire
- 2002: Spring Awakening, als Frank Wedekind
- 2003: Twelfth Night, als William Shakespeare
- 2003: La Reine écartelée, als Christian Siméon
- 2004: Phèdre, als Jean Racine
- 2004: Hippolyte, als Robert Garnier
- 2005: I pettegolezzi delle donne, als Carlo Goldoni
- 2009: The Plough and the Stars, als Sean O'Casey
- 2011: One Thousand and One Nights, als Tim Supple en Hanan El-Cheikh
- 2023: Phaedra, als Simon Stone, Seneca en Racine

## Filmografie

### Film
- 2002: Seventeen Times Cecile Cassard, als ober
- 2002: Close to Leo, als Aymeric
- 2003: Phares dans la nuit, 'de vreemde'
- 2005: Marock, als Mao
- 2005: Zaïna cavalière de l'Atlas, als Kadour
- 2006: Days of Glory, als Larbi
- 2007: Whatever Lola Wants, als Zack
- 2008: Kandisha, als 'de kannibaal'
- 2009: Rose et noir, als Flocon
- 2010: Outside the Law, als Ali
- 2012: Road Nine, als Yanis
- 2013: Le clan des Lanzac, als Brahim Hassani
- 2014: Fadhma N'Soumer, als Boubaghla
- 2015: Queen of the Desert, als sjeik
- 2015: Made in France, als imam
- 2015: Le chant des hommes, als H
- 2016: Ali and Nino, als Ilyas
- 2020: The Bay of Silence, als Pierre Laurent
- 2021: Pour te retrouver, als Alexis
- 2022: Overdose, als Richard Cross

### Televisie
- 2007: Une famille formidable, als Walid
- 2014: Terra X
- 2015: Homeland, als Waleed
- 2015: Tyrant, als commandant Naga
- 2015: Le Princess, als Jalil Djebli
- 2016: Braquo, als Redouane Buzoni
- 2016: Ghoul, als Jad
- 2017-2020: Dix pour cent, als Hicham Janowski
- 2017: Kaboul Kitchen, als Yazad
- 2020: Messiah, als Qamar Maalof
- 2021: The Pursuit of Love, als Fabrice de Sauveterre
- 2022: Inventing Anna, als Mehdi Harrak
- 2022: Peaky Blinders, als Henri
- 2022: Bad Sisters, als Gabriel
- 2024: Franklin, als Pierre Beaumarchais